# Liste der Stadtoberhäupter von Oldenburg (Oldb)
Diese Liste führt alle Bürgermeister und Oberbürgermeister von Oldenburg (Oldb) auf.

## Bürgermeister von 1383 bis 1811
| Jahre     | Name                                    |
| --------- | --------------------------------------- |
| 1383      | Ebbeke Heydeke                          |
| 1388–1440 | Henning de Munther                      |
| 1394–1402 | Dyderick Swartemann                     |
| 1408–1420 | Arnd Tegelman                           |
| 1410–1426 | Frederick Boch                          |
| 1414      | Gherd Burwede                           |
| 1427      | Frederick Swinge                        |
| 1428–1456 | Johann Howerke                          |
| 1431–1448 | Betram But                              |
| 1434–1442 | Alf Langwerden                          |
| 1438–1442 | Johann van der Olne                     |
| 1440–1447 | Diderick Knop                           |
| 1447      | Gerwerd Bone                            |
| 1450      | Hermann Brunes                          |
| 1453–1462 | Hinrik Matties                          |
| 1454–1467 | Godeke Rippen                           |
| 1458–1467 | Luder van der Olne                      |
| 1462–1481 | Diderick Hecheler                       |
| 1464–1468 | Diderick van Holwede                    |
| 1470      | Hinrick van Stenforden (genannt Kopman) |
| 1469–1483 | Johann Clevemann                        |
| 1475–1481 | Johann Tidemann                         |
| 1481      | Diderick Knop                           |
| 1440–1447 | Robe Lunenberg                          |
| 1484–1496 | Gerd Lyppeke                            |
| 1483–1504 | Diderick Haghen                         |
| 1487      | Hinrick de Jongere Sycke                |
| 1488–1491 | Johan Grönheim                          |
| 1494–1509 | Diderick Lange                          |
| 1499–1501 | Brun Meyne                              |
| 1500      | Dietrich Meyne                          |
| 1502      | Gerd Dirikes                            |
| 1502–1507 | Gerd Gisselen                           |
| 1507      | Brun Westerloye                         |
| 1510–1529 | Hinrick Schröder                        |

| Jahre      | Name                            |
| ---------- | ------------------------------- |
| 1512–1530  | Martin Bone                     |
| 1511–1518  | Hinrich Sycke                   |
| 1522–1526  | Diderick Lange                  |
| 1494–1509  | Johann Olje                     |
| 1526       | Hermen tho Orwede               |
| 1529–1532  | Luder Orwede                    |
| 1533–1548  | Reineke Reiners                 |
| 1534–1549  | Johann Bode                     |
| 1533; 1548 | Reineke Reiners                 |
| 1544; 1565 | Wyneke Westerloye               |
| 1551       | Eilert Stor                     |
| 1551       | Claus Müller                    |
| 1552; 1555 | Hinrich Hennings                |
| 1571       | Johann Schröder                 |
| 1573; 1575 | Kenkel (Bürgermeister)          |
| 1574; 1588 | Hans Goldschmidt                |
| 1574; 1587 | Gert Bloß                       |
| 1574       | Theodor Hellius Lüdecken        |
| 1577       | Dietrich Lütken                 |
| 1592–1606  | Albert Strohschnieder           |
| 1596–1612  | Johann Hennings (Bürgermeister) |
| 1603–1606  | Brun Stoer                      |
| 1606–1621  | Johann Kannegether              |
| 1612–1628  | Lütcke Schröder                 |
| 1533–1548  | Lüder Spießmacher               |
| 1613–1622  | Jakob Reiners                   |
| 1622–1623  | Gerhardus zur Helle             |
| 1624–1637  | Johannes Falkenburg             |
| 1625–1652  | Johann Hanffmann                |
| 1630–1641  | Johann Honrichs                 |
| 1639–1644  | Johann von Glaan                |
| 1640–1656  | Johann zur Helle                |
| 1647       | Fritzius                        |
| 1647–1648  | Johann Masius (Bürgermeister)   |
| 1648       | Johann Hase                     |

| Jahre      | Name                        |
| ---------- | --------------------------- |
| um 1650    | Hermann Niemeyer            |
| 1651–1656  | Johann Anton von Horn       |
| 1651–1654  | Martin Bruncken             |
| 1654–1681  | Bartholomaeus Hintzke       |
| 1658–1659  | Hinrich Dünne               |
| 1655–1667  | Anton Günther Giebel        |
| 1662       | Gerdt von Asseln            |
| 1666–1675  | Johann Schälkel             |
| 1667       | Hinrich Dünne               |
| 1670–1680  | Johann Hintzke              |
| um 1680    | Reineke Reiners             |
| 1533–1548  | Spießmacher                 |
| 1671–1681  | Anton Busse                 |
| um 1673    | Johann Hoffhamb             |
| 1681–1689  | Anton Günther               |
| 1683–1690  | Ludolph Melchior Walther    |
| 1689–1697  | Johann Voß                  |
| 1677–1704  | Hermann Duncker             |
| 1698–1727  | Johann Dietrich Günter      |
| 1728–1736  | Conrad Wiencken             |
| 1704–1706  | Johann von Asseln           |
| 1709–1730  | Wilhelm Gerdes              |
| 1727–1731  | Friedrich Julius Rottmann   |
| 1722–1744  | Ahlert Ahrens               |
| 1731–1740  | Johann Diedrich Günther     |
| 1740–1758  | Gustav Eberhard von der Loo |
| 1744–1750  | Conrad Wiencken             |
| 1750–1762  | Otto Wilhelm Gerdes         |
| 1758–1785  | Johann Gerhard Arens        |
| 1762–1772  | Gerhard von Harten          |
| 1773–1784  | Hermann Wiencken            |
| 1785–1789  | Caspar Ludolph Wiencken     |
| 1786–1811  | Carl Christian Scholtz      |
| 1790; 1811 | Johann Wilhelm von Harten   |

## Bürgermeister derFranzosenzeit1811–1813
| Jahre     | Name                             | Amt           |
| --------- | -------------------------------- | ------------- |
| 1811–1813 | Johann Wiegand Christian Erdmann | Maire         |
| 1811–1813 | Hoffmeyer                        | Maire adjoint |

## Bürgermeister und Oberbürgermeister seit 1813
| Jahre      | Name                         | Amt                                      |
| ---------- | ---------------------------- | ---------------------------------------- |
| 1813; 1826 | Carl Christian Scholtz       | Bürgermeister                            |
| 1814; 1830 | Johann Wilhelm von Harten    |                                          |
| 1827       | Ernst Heinrich Becker        | Bürgermeister                            |
| 1828       | vakant                       |                                          |
| 1829–1833  | Caspar Gottlieb Carl Scholtz | Bürgermeister                            |
| 1834–1875  | Johann Wöbcken               | Stadtdirektor, später Oberbürgermeister  |
| 1875–1890  | Wilhelm von Schrenck         | Bürgermeister, ab 1877 Oberbürgermeister |
| 1890–1900  | Diedrich Roggemann           | Oberbürgermeister                        |
| 1900–1921  | Karl Tappenbeck              | Oberbürgermeister                        |
| 1921–1932  | Theodor Goerlitz, DDP        | Oberbürgermeister                        |
| 1932–1933  | Hermann Hüvett               |                                          |
| 1933–1945  | Heinrich Rabeling, NSDAP     | Oberbürgermeister                        |

## Oberbürgermeister der Nachkriegszeit
| Jahre      | Name                       | Amt               |
| ---------- | -------------------------- | ----------------- |
| 1945       | Heinrich Krahnstöver       | Oberbürgermeister |
| 1945–1946  | Max tom Dieck, FDP         | Oberbürgermeister |
| 1946–1950  | Walter Diekmann, CDU       | Oberbürgermeister |
| 1950–1954  | Gustav Lienemann, FDP      | Oberbürgermeister |
| 1954–1956  | Willi Trinne, FDP          | Oberbürgermeister |
| 1956–1961  | Hans Fleischer, SPD        | Oberbürgermeister |
| 1961–1964  | Wilhelm Nieberg, CDU       | Oberbürgermeister |
| 1964–1981  | Hans Fleischer, SPD        | Oberbürgermeister |
| 1981–1986  | Heinrich Niewerth, CDU     | Oberbürgermeister |
| 1986–1991  | Horst Milde, SPD           | Oberbürgermeister |
| 1991–1996  | Dieter Holzapfel, SPD      | Oberbürgermeister |
| 1996–2001  | Jürgen Poeschel, CDU       | Oberbürgermeister |
| 2001–2006  | Dietmar Schütz, SPD        | Oberbürgermeister |
| 2006–2014  | Gerd Schwandner, parteilos | Oberbürgermeister |
| 2014–heute | Jürgen Krogmann, SPD       | Oberbürgermeister |